# 宋金鑑
宋金鑑（1821年—1863年），字紹唐，號瑞卿，又號琴齋。陝西岐山縣人。清朝政治人物。

## 生平
道光三十年（1850年）庚戌科進士。改庶吉士。散館改內閣中書，官至刑部郎中。宋金鑑工書法，擅詩文，國寶青銅器大盂鼎最早即為其收藏。